# Oclusiva uvular sonora
La consonant oclusiva uvular sonora és un so de la parla que es transcriu [ɢ] en l'AFI (una lletra g versaleta). Cal no confondre-la amb l'oclusiva velar sonora, el símbol fonètic de la qual és [g], en minúscula. Apareix en alguns idiomes com el persa.

## Característiques
- És una oclusiva perquè es produeix una interrupció total del pas de l'aire.
- El punt d'articulació és l'úvula, el punt més posterior de la boca.
- És un so sonor, ja que hi ha vibració de les cordes vocals.
- És una consonant pulmonar egressiu.

## En català
El català no té aquest fonema ni cap so uvular, essent els velars els sons més posteriors.